# Сухая Долина (Винницкая область)
Сухая Долина (укр. Суха Долина) — посёлок, входит в Крыжопольский район Винницкой области Украины.
Население по переписи 2001 года составляло 104 человека. Почтовый индекс — 24620. Телефонный код — 4340. Занимает площадь 0,485 км². Код КОАТУУ — 521982004.

## Местный совет
24620, Вінницька обл., Крижопільський р-н, с. Джугастра, вул. Тельмана, 115а